# Gertraudenpark we Frankfurcie nad Odrą
Gertraudenpark we Frankfurcie nad Odrą (dosł. Park Gertrudy) - jeden z parków miejskich we Frankfurcie nad Odrą. Dawniej cmentarz Gubener Vorstadt (Przedmieścia Gubeńskiego) w północnym sąsiedztwie Kościół Św. Gertrudy.
Do dziś zachowały się nagrobki osób tj.:
- Joachim Georg Darjes (pomnik autorstwa Gottfrieda Schadowa)
- Ewald Christian von Kleist (pomnik ufundowany przez lożę masońską Zum aufrichtigen Herzen)
- Heinrich von Kleist (pomnik aut. Gottlieba Elstera z Berlina, 1910)

## Galeria

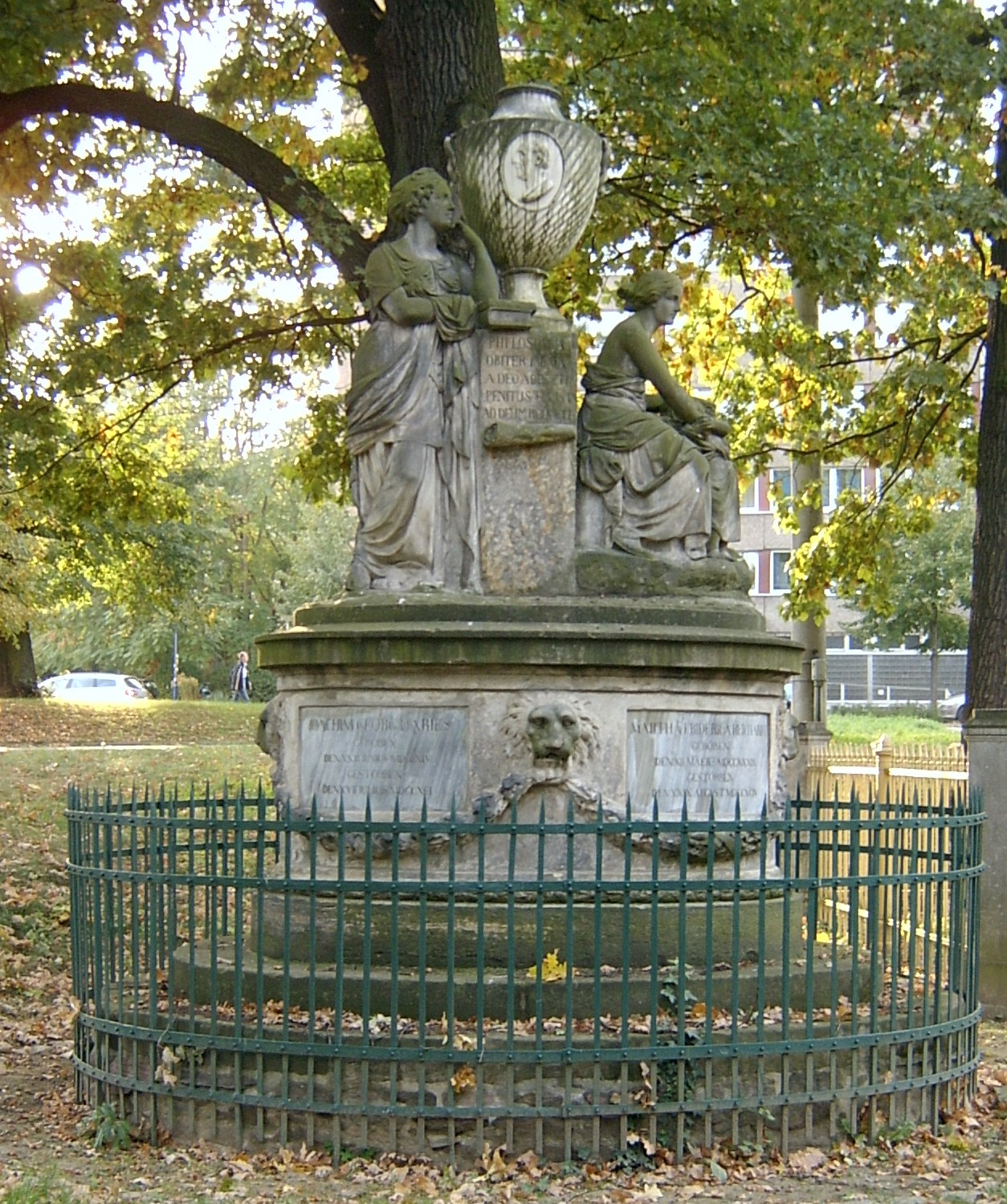
Pomnik Joachima Georga Darjesa
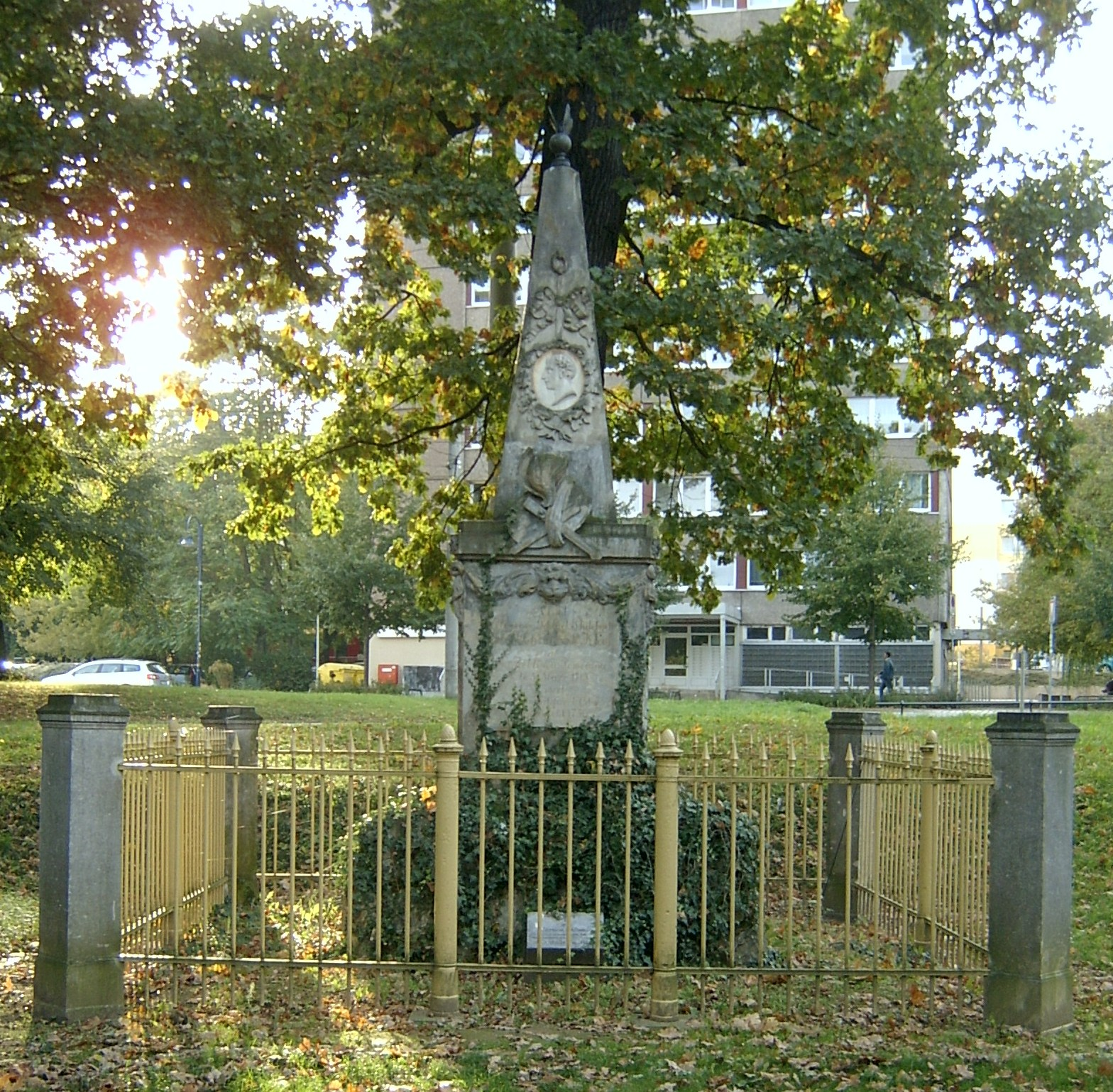
Pomnik Ewalda Christiana von Kleista
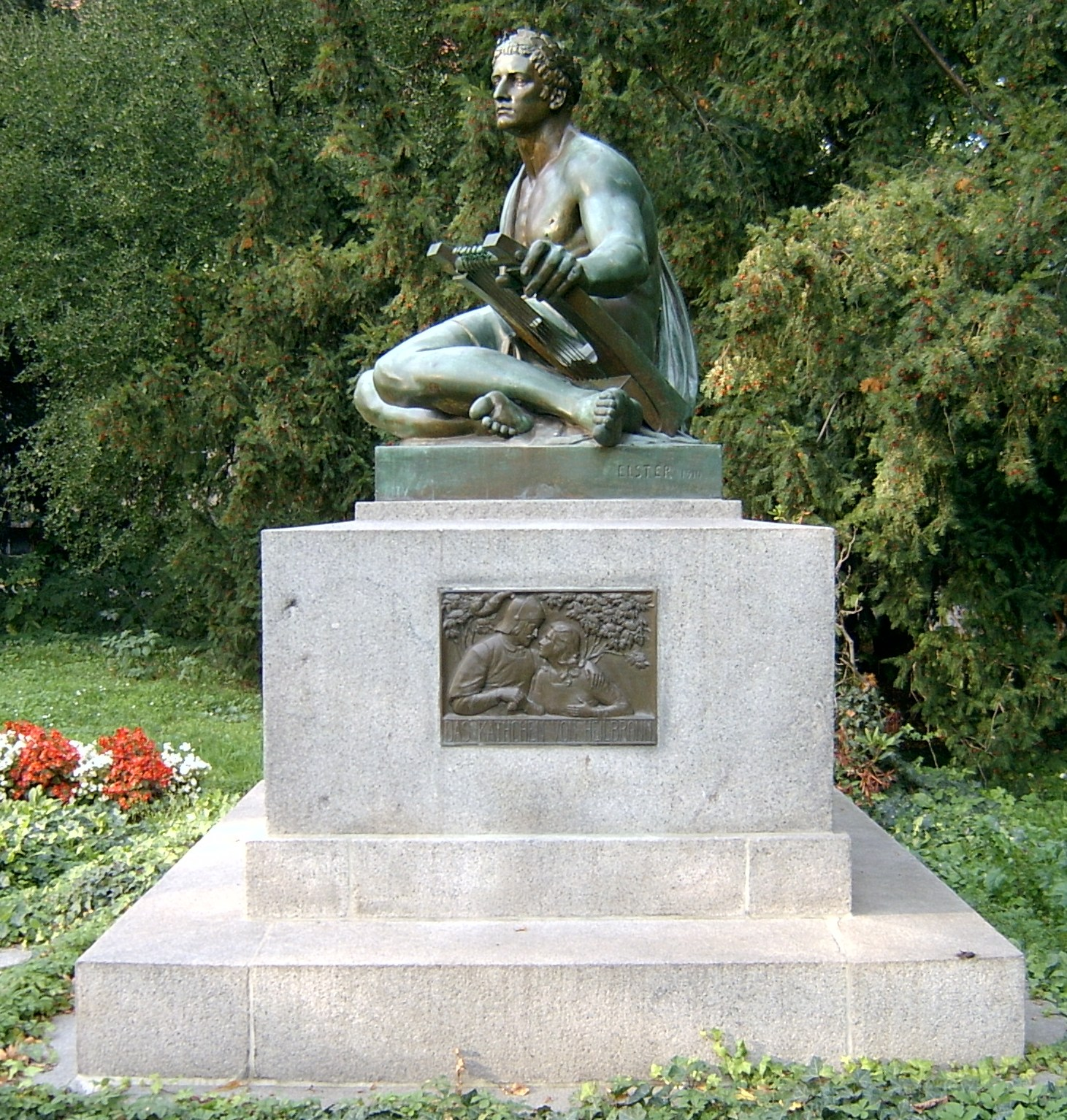
Pomnik Heinricha von Kleista